# Partido Popular (España, 1976)
El Partido Popular fue un partido político español fundado por Pío Cabanillas y José María de Areilza en septiembre de 1976. Su ideología era de centroderecha y provenía del núcleo de personalidades muy diversas, entre las que destacaban reformistas del régimen franquista agrupado en torno al Grupo Tácito.

## Historia
En el momento del nacimiento del partido, en junio de 1976, José María de Areilza y Pío Cabanillas, ambos ex altos funcionarios franquistas, eran ministros del gabinete de Adolfo Suárez. El partido fue constituido oficialmente el 15 de septiembre de 1976. El congreso del Partido Popular, celebrado en Madrid el 5 y 6 de febrero de 1977, tuvo una gran envergadura, comparable al del PSOE de diciembre anterior; en dicho congreso Areilza se mostró como su figura más destacada. En torno al partido se organizó una coalición denominada Centro Democrático —constituida el 20 de enero de 1977—, que sirvió de embrión a la creación de la Unión de Centro Democrático, que acabaría siendo liderada por el presidente Adolfo Suárez al desembarcar en ella con su gobierno. Suárez puso como condición previa la salida de Areilza, para evitar rivalidades, y el partido accedió a esta petición, con lo que Areilza renunció al Partido Popular el 24 de marzo de 1977.
Areilza abandonó la UCD y creó Acción Ciudadana Liberal, que se presentó a las elecciones generales de 1979 coaligado con Alianza Popular, liderada por Manuel Fraga, dentro de Coalición Democrática, siendo elegido diputado. Sin embargo, en las elecciones generales de 1982 Areilza volvió a UCD. 
Pío Cabanillas sería uno de los principales dirigentes de la UCD y ministro tanto con Suárez como con Leopoldo Calvo-Sotelo.
Sin embargo un sector del partido se opuso a la integración de éste en UCD en 1977, escindiéndose su rama catalana liderada por Antonio de Senillosa, que en las elecciones de 1979 se presentó dentro de Coalición Democrática, siendo Senillosa elegido diputado por Barcelona.
El registro de un partido con el nombre "Partido Popular" se hizo por Juan Antonio Ortega y Díaz-Ambrona y Manuel Fraile Clivilles, al amparo de la Ley de Asociaciones Políticas de 14 de junio de 1976. El 2 de octubre de 1976 se comunicó públicamente por el Ministerio del Interior la lista de los diez primeros partidos aceptados en el Registro de Asociaciones Políticas, figurando el "Partido Popular" entre los tres que habían seguido el trámite de aprobación en Consejo de Ministros.
El 12 de diciembre de 1977 el partido acordó disolverse para formar parte de UCD.

## Integrantes
El Partido Popular estaba integrado por siete partidos de ámbito regional:
- Partido Popular Extremeño, liderado por Rodríguez Requera y Luis Ramallo García.
- Partido Popular de Cataluña.
- Partido Popular Regional Valenciano Autonomista, liderado por Emilio Attard, J. Aguirre de la Hoz y J. R. Pin Arboledas.
- Partido Popular de Orense, liderado por E. Gómez Franqueira, E. Reverter, J. A. Trillo, J. Quiroga Suárez y J. Rodríguez Reza.
- Partido Popular Aragonés, liderado por León J. Buil y César Escribano.
- Partido Popular Alicantino Autónomo, liderado por J. María Pérez Hikman, Antonio Espinosa y Ramón Sancho.
- Partido Popular Balear, liderado por R. Ciar Garau y Francisco Gari.